# Posidonia (plant)
Posidonia is de botanische naam van een geslacht van zeegrassen, behorend tot de familie Posidoniaceae.
De planten zijn in de grond verankerd met rizomen. De bloemen zijn geelachtig van kleur, en hebben geen bladen. De planten bloeien onderwater.
Van de negen soorten, komen acht voor langs de kusten van Australië, en komt de soort Posidonia oceanica voor in de Middellandse Zee. Een lijst:
- Posidonia angustifolia Cambridge & J.Kuo (1979)
- Posidonia australis Hook.f. (1858)
- Posidonia coriacea Cambridge & J.Kuo (1984)
- Posidonia denhartogii J.Kuo & Cambridge (1984)
- Posidonia kirkmanii J.Kuo & Cambridge (1984)
- Posidonia oceanica (L.) Delile (1813)
- Posidonia ostenfeldii Hartog (1969)
- Posidonia robertsoniae J.Kuo & Cambridge (1984)
- Posidonia sinuosa Cambridge & J.Kuo (1979)